# 277P/LINEAR
277P/LINEAR, komet Jupiterove obitelji